# Aki Momii
Aki Momii (japanska: 籾井あき), född 7 oktober 2000 i Sagamihara, Japan, är en volleybollspelare (passare). Hon spelar för Japans damlandslag i volleyboll och för klubblaget JT Marvelous. Momii debuterade i landslaget vid OS 2020 (spelat 2021) och deltog även i VM 2022 med landslaget.